# کیندر جوی
کیندر جوی (انگلیسی: Kinder Joy)، (که قبلاً در ایتالیا و بحرین با نام کیندر مرندرو (اسپانیایی: Kinder Merendero‎) شناخته می‌شد)، آبنباتی است؛ که توسط شرکت قنادی ایتالیایی فریرو به عنوان بخشی از محصولات برند کیندر ساخته می‌شود. این محصول، دارای بسته‌بندی تخم‌مرغی شکل است؛ که به دو قسمت تقسیم می‌شود. نیمی از آن حاوی لایه‌هایی از کاکائو و خامه شیر است و نیمی دیگر حاوی یک اسباب‌بازی و یک قاشق در بالای لفاف است. کیندر جوی برای اولین بار در سال ۲۰۰۱ در ایتالیا راه اندازی شد وتا سال ۲۰۱۸ در ۱۷۰ کشور دنیا فروخته شده‌است.

## بررسی اجمالی
کیندر جوی یک برند در خط تولید شکلات کیندر است که توسط فریرو به فروش می‌رسد. دارای یک بسته پلاستیکی تخم‌مرغی شکل با زبانه برای باز کردن آن به دو نیمه می‌باشد. یک‌نیمه مهر و موم شده حاوی لایه‌هایی از کاکائو و خامه‌های طعم‌دار شیر است که روی آن دو کره ویفر کاکائویی قرار داده شده‌است تا با یک قاشق میل شود. نیمه دیگر شامل یک اسباب بازی است. تا سال ۲۰۱۵، کیندر جوی در لهستان، هند، آفریقای جنوبی، اکوادور، کامرون، و چین تولید شده‌است. مواد اصلی آن شامل شکر، روغن گیاهی (نخل و آفتابگردان)، شیر و گندم است.

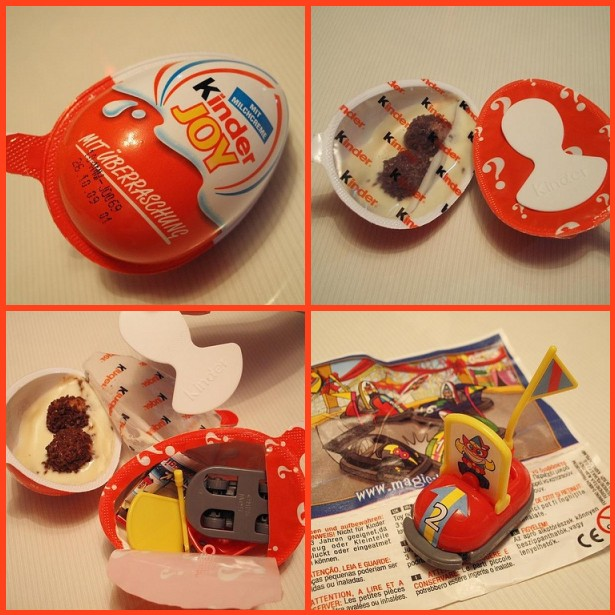
بسته‌بندی کیندر جوی نیمه مهر و موم شده، داخلی و اسباب بازی

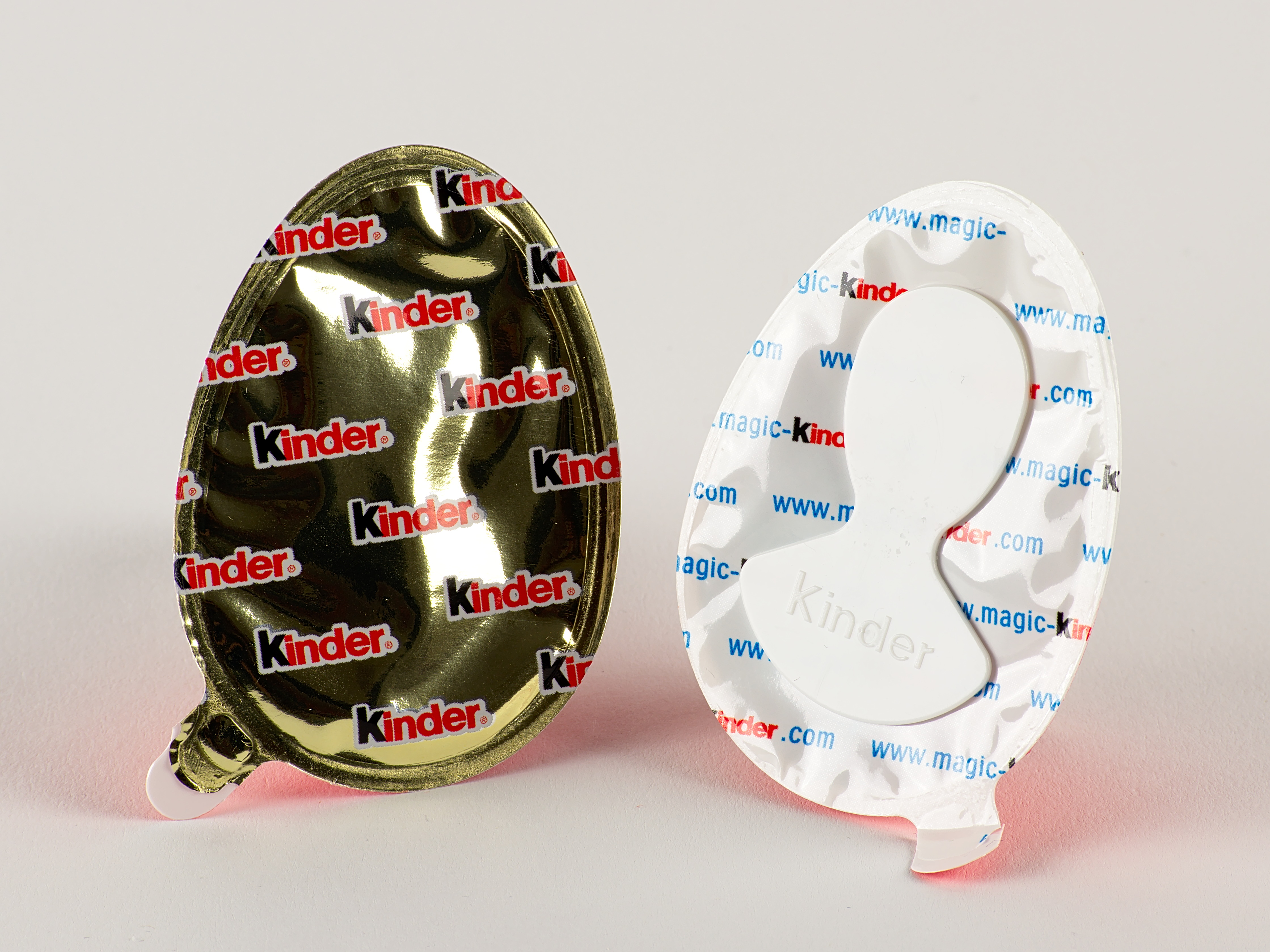
یک تخم‌مرغ کیندر جوی به دو نیم تقسیم شده‌است